# Хесус Медіна
Хесус Мануель Медіна Мальдонадо (ісп. Jesús Manuel Medina Maldonado, нар. 30 квітня 1997, Асунсьйон) — парагвайський футболіст, півзахисник московського «Спартака» та національної збірної Парагваю.

## Клубна кар'єра
Народився 30 квітня 1997 року в місті Асунсьйон. Вихованець футбольної школи клубу «Лібертад». 8 липня 2012 року Медіна дебютував за першу команду у матчі чемпіонату Парагваю у віці 15 років і 69 днів, завдяки чому отримав титул чемпіона країни (Клаусура) у сезоні 2012/13 з командою, хоча надалі виступав за молодіжну команду, аж до сезону 2016 року. 21 лютого 2016 року в поєдинку проти «Депортіво Капіати» Медіна забив свій перший гол за «Лібертад» і за два сезони взяв участь у 73 матчах чемпіонату, вигравши з командою Апертуру 2016 та 2017.
На початку 2018 року Медіна перейшов у американський «Нью-Йорк Сіті». 5 березня в матчі проти «Спортінг Канзас-Сіті» він дебютував у MLS. У цьому ж поєдинку Хесус забив свій перший гол за «містян». У лютому 2019 року Медіна отримав грінкарту США і перестав вважатись легіонером у MLS. Всього за команду з Нью-Йорка зіграв 101 матч у національному чемпіонаті.
Один сезон відіграв за московський ЦСКА. З 2023 року захищає кольори московського «Спартака».

## Виступи за збірні
2013 року дебютував у складі юнацької збірної Парагваю (U-17), взявши участь у домашньому юнацькому чемпіонаті Південної Америки. На турнірі він зіграв у 8 іграх, відзначившись 4 забитими голами і посів з командою 5 місце.
Протягом 2015—2017 років залучався до складу молодіжної збірної Парагваю, у складі якої взяв участь у молодіжному чемпіонаті Південної Америки 2015 року в Уругваї та молодіжному чемпіонаті Південної Америки у Еквадорі, зігравши відповідно 6 і 4 матчі та забивши 1 і 2 голи.
2 липня 2017 року дебютував в офіційних іграх у складі національної збірної Парагваю в товариському матчі проти збірної Мексики (1:2).
| Дата     | Місто | Господарі | Результат | Гості    | Турнір           | Голи | Примітки |
| -------- | ----- | --------- | --------- | -------- | ---------------- | ---- | -------- |
| 1-7-2017 | Сіетл | Мексика   | 2 – 1     | Парагвай | товариський матч | -    | 85'      |
| Усього   |       | Матчів    | 1         |          | Голів            | 0    |          |

## Досягнення
- Чемпіон Парагваю: Клаусура 2012, Апертура 2016, Апертура 2017
- Володар Кубка Росії: 2022-23